# Stenochilidae
Die Stenochilidae sind eine Familie der Echten Webspinnen aus der Überfamilie der Palpimaniodea. Die Familie umfasst aktuell zwei Gattungen und 13 Arten. (Stand: Juni 2016)

## Merkmale
Stenochilidae erreichen eine Gesamtlänge von 3,5 bis 10 mm. Ihr tiefroter, stark mit Tuberkeln besetzter Carapax ist rautenförmig mit der breitesten Stelle hinter dem 2. Beinpaar. Die vordere Augenreihe ist leicht zurück- und die Hintere stark nach vorne gebogen. Die vorderen Mittelaugen sind dunkel, die anderen sind hell. Die hinteren Mittelaugen sind länglich, die anderen kreisförmig.

## Verbreitung

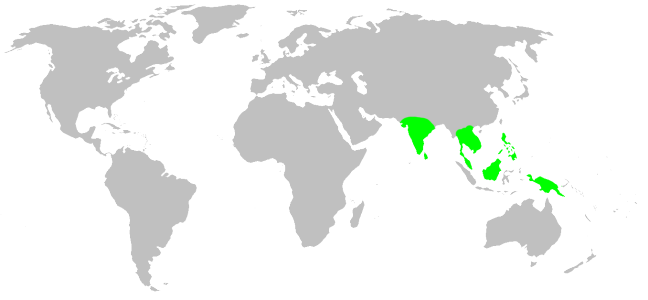
Verbreitungskarte der Stenochilidae

Die Arten der Familie Stenochilidae sind von Südostasien (Calopea) bis nach Indien (Stenochilus) verbreitet.

## Systematik
Stenochilidae werden heute vor allem seit der Revision von 1984 durch Forster & Platnick zu der Überfamilie Palpimanoidea und nicht mehr zu den Archaeidea gezählt. Der World Spider Catalog listet für die Stenochilidae aktuell zwei Gattungen und 13 Arten. (Stand: Juni 2016)
- Colopea Simon, 1893
  - Colopea laeta (Thorell, 1895)
  - Colopea lehtineni Zheng, Marusik & Li, 2009
  - Colopea malayana Lehtinen, 1982
  - Colopea pusilla (Simon, 1893)
  - Colopea romantica Lehtinen, 1982
  - Colopea silvestris Lehtinen, 1982
  - Colopea tuberculata Platnick & Shadab, 1974
  - Colopea unifoveata Lehtinen, 1982
  - Colopea virgata Lehtinen, 1982
  - Colopea xerophila Lehtinen, 1982
- Stenochilus O. Pickard-Cambridge, 1870 (Syn.: Metronax Simon, 1893[2])
  - Stenochilus crocatus Simon, 1884
  - Stenochilus hobsoni O. Pickard-Cambridge, 1870
  - Stenochilus scutulatus Platnick & Shadab, 1974